# Magnus Jernemyr
Magnus Jernemyr (ur. 18 czerwca 1976 w Orsie) – szwedzki piłkarz ręczny grający na pozycji obrotowego. Jernemyr gra w Lidze ASOBAL, w drużynie FC Barcelona Intersport i szwedzkiej drużynie narodowej.

## Sukcesy
- Mistrz Szwecji  (1995, 1996, 1997, 1998, 2000, 2001, 2003)
- zdobywca Superpucharu Hiszpanii  (2009, 2010)
- zdobywca Pucharu Króla  (2009, 2010)
- Mistrzostwo Hiszpanii  (2011)
- Wicemistrzostwo Hiszpanii  (2009, 2010)
- zdobywca Ligi Mistrzów  (2011)